# Zeha Schröder

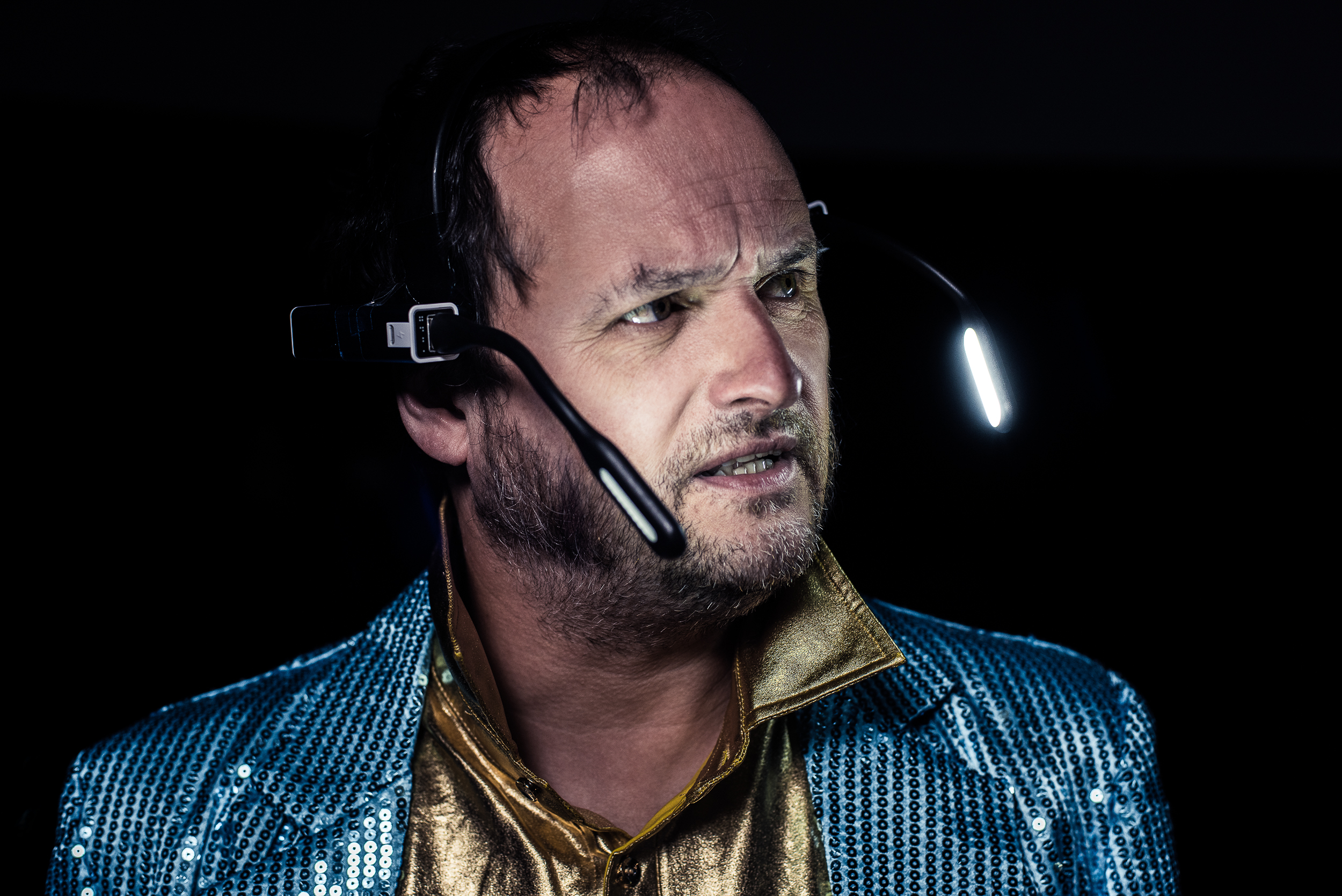
Zeha Schröder während einer Aufführung von Fräulein Becker im Planetarium Münster (2018)

Zeha Schröder (* 29. Oktober 1968 in Wuppertal als Christoph Henrik Schröder) ist ein deutscher Bühnenautor, Regisseur und Schauspieler. Bekanntheit erlangte er vor allem als langjähriger Künstlerischer Leiter des Theaters Freuynde + Gaesdte in Münster.

## Jugend und künstlerische Anfänge
Schröder entstammt einer Barmer Bandwirkerfamilie und ist väterlicherseits mit dem Dichter des Westfalenliedes Emil Rittershaus verwandt. Nach seinem Abitur am Carl-Duisberg-Gymnasium absolvierte er eine Hospitanz an den Wuppertaler Bühnen. Dort führte er für den jugendclub kritisches theater mit 19 Jahren erstmals Regie am Stadttheater.
Während seines Studiums an der WWU Münster (Philosophie, Musikwissenschaft) gründete er das Studententheater „froebel f“ und war Regieassistent und Dramaturg am Theater im Pumpenhaus.
1994 nahm er an der Librettowerkstatt der Münchener Biennale teil. Seit 1995 arbeitete er als freischaffender Regisseur unter anderem für das Bremer Theater Satyrikon. An der Berliner UdK inszenierte er mit Webers Freischütz und Rossinis Barbier von Sevilla zwei studentische Opernprojekte.

## Gründung und Leitung des Theaters Freuynde + Gaesdte
1999 gründete Schröder das Theater Freuynde + Gaesdte, um in kontinuierlicher Ensemblearbeit eine eigene Form des Dokudramas zu entwickeln. Die Inszenierung von dokumentarischen Stoffen an realen Orten steht seitdem im Mittelpunkt seiner künstlerischen Arbeit. Sein Ensemble ist eines der produktivsten und meistbesuchten Freien Theater der Region und hat bis heute mehr als 80 Stücke in über 2000 Veranstaltungen präsentiert (Stand: 2023).

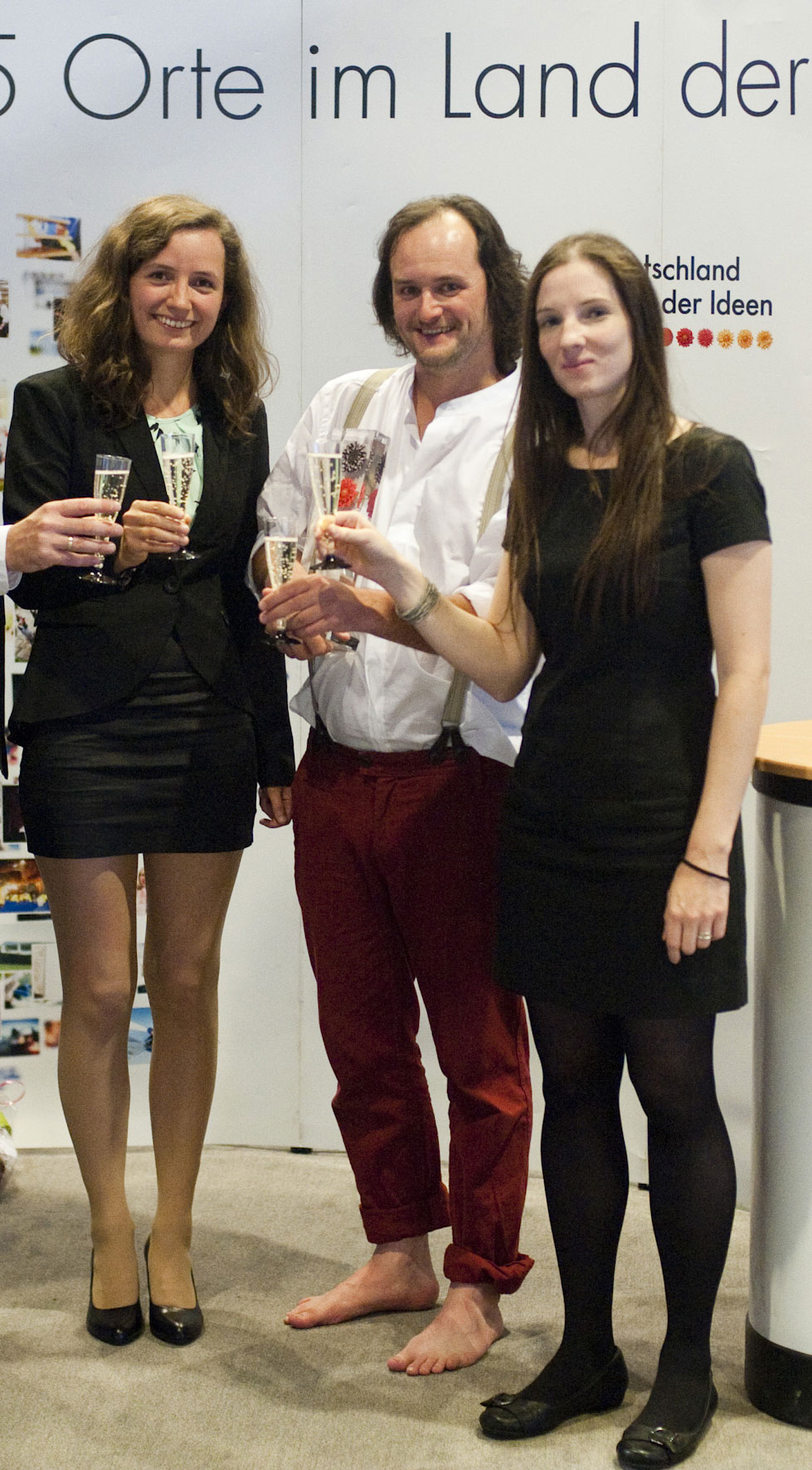
Zeha Schröder (mit Dramaturgin Anke Winterhoff sowie Produktionsleiterin Annalena Brix) bei der Preisverleihung als Ausgewählter Ort 2012

## Auszeichnungen und Würdigungen
Schröders Regiearbeiten sind regelmäßig bei Festivals und Wettbewerben zu Gast (Politik im Freien Theater, theaterszene europa). Seine Inszenierung von Slavomir Mrożeks Karl für das Theater Satyrikon gastierte auf Einladung des Goethe-Instituts in Moskau. Zudem war er 2002 bzw. 2006 als Autor, als Regisseur und als Solodarsteller zum NRW-Festival Theaterzwang (heute: favoriten) eingeladen. Gemeinsam mit der Musikerin Barbara Buchholz ist er Preisträger für Intermediale Performance beim Kompositionswettbewerb NRW. Für sein Ensemble nahm er 2012 die Auszeichnung „Ausgewählter Ort“ der Bundesstiftung Land der Ideen entgegen.

## Sonstige Tätigkeiten
- Schröder konzipiert unkonventionelle Festivalformate und Veranstaltungsreihen wie die Festivals vor ort (1999–2006) und HEIMspiel (2016).[8] Zu Georg Büchners 200. Geburtstag veranstaltete er 2013 die Büchnerale, bei der Büchners gesamtes literarisches Schaffen an zwölf Tagen von einem nur fünfköpfigen Ensemble zur Aufführung gebracht wurde.[9]
- Die NRW-Regionale 2016 beauftragte ihn, ein künstlerisches Beiprogramm zu gestalten, mit dem zahlreiche Projektorte auf ungewöhnliche Weise erlebbar gemacht wurden.[10][11]
- Als Gastdozent der WWU sowie beim Symposium Magus Tage Münster hat Schröder mehrfach Vorlesungen und Vorträge über seine künstlerische Arbeit gehalten.[12]
- Seit 2017 komponiert er die Bühnenmusiken zu einigen seiner Inszenierungen selbst.
- Schröder engagiert sich seit Jahren kulturpolitisch. 2006 war er geladener Experte der Enquête-Kommission Kultur in Deutschland des Deutschen Bundestages[13] sowie von 2015 bis 2017 Sprecher des spartenübergreifenden Bündnisses freischaffender Künstler in Münster. 2020 wurde er erneut für drei Jahre in das Amt gewählt.[14]

## Privates
Den Künstlernamen Zeha (gesprochenes Akronym seiner Vornamen) wählte er, nachdem sich eine Lokalzeitung weigerte, die Namensschreibung C. Henrik Schröder zu verwenden, da Namensabkürzungen „redaktionell nicht gewünscht“ seien.
Schröder ist mit der Dramaturgin und Schauspielerin Anke Winterhoff verheiratet. Die beiden haben einen Sohn (* 2019). Die Familie lebt abwechselnd auf einem Gehöft bei Telgte sowie in Zweitwohnsitzen in Lappland und der Toskana.